# 宮城仁四郎
宮城 仁四郎（みやぎ じんしろう、1902年1月10日 – 1997年12月20日）は、日本の経営者である。第二次世界大戦後の沖縄において沖縄機械製塩、大東糖業、琉球煙草、琉球セメントなど多数の企業を設立し、オリオンビールの具志堅宗精、国場組の国場幸太郎、大城組の大城鎌吉らとともに「沖縄財界四天王」に数えられる。その功績は「沖縄の産業復興の父」「戦後沖縄の混迷期脱出を象徴する代表的な経済人」などと評される。

## 経歴

### 戦前
宮城仁四郎は1902年（明治35年）1月10日に沖縄県国頭郡大宜味村字根路銘で、父・仁孝と母・ウシの間に生まれた。7人兄弟（4男3女）の末っ子であった。父の仁孝は建設業に従事しており、仁四郎は「当時としてはまずまずの生活を送っていた」と述べている。しかし仁四郎が10歳の時に父が盲腸で亡くなったため一家は経済的に困窮するようになり、尋常高等小学校卒業後の仁四郎は農業や草刈りに従事していた。そんな折、農業技手として勤めている長男を頼って1919年に宮古島へ渡ろうとしたところ、その長男から農林学校を受験するように言われたことで、沖縄県立農林学校を受験して入学した。同校の卒業後は上京を経て鹿児島高等農林学校農芸化学科に入学し、1926年に同校を卒業した。
鹿児島高等農林学校の卒業後は、沖縄県立農林学校時代の恩師である宮城鉄夫の勧めで1928年に台南製糖（のちの沖縄製糖）に入社し、西原工場に配属された。同年に同郷の平良初子と結婚し、1938年に同社の宮古工場長に就任した。1941年に太平洋戦争が勃発し、翌1942年に日本軍が砂糖の一大産地であるジャワ島を占領したことで日本の主要な製糖会社の役員らが派遣されることになり、仁四郎も「重役のカバン持ちのような形」でジャワ島へ行くことになった。当初はしばらく滞在ののち日本に戻って再度ジャワ島に戻ってくる予定だったというが、連合国の潜水艦の活躍もあり日本には戻らずジャワ島の工場の管理業務に携わることになった。ジャワ島では厳しい食糧事情のためにサトウキビ畑を芋畑に転換したり、砂糖づくりの閑散期には日本軍からの依頼で手榴弾、焼玉エンジンなどの兵器類やセメント、糸などの製造も行った。大東糖業は「この経験が戦後の糖業を中心とした多角的な企業進出に役立っている」と評している。そのままジャワ島在住のまま終戦を迎え、1946年5月に日本へ、同年7月に鹿児島に疎開していた家族とともに沖縄へ戻った。

### 大東糖業の設立
沖縄に戻った仁四郎は沖縄民政府工業部副部長として戦後沖縄の産業復興のための企画に従事した。仁四郎は特に製糖業、セメント工業、紡績業、建築資材窯業を提案したが、様々な案を出しても設備と資金の不足ゆえに米軍から却下され、企画は通らなかった。そんな中、仁四郎は当時沖縄で小規模な製塩業が行われていたことに着目して、戦前の製糖会社の設備を流用した製塩業を提案した。これが米軍から承認を得たため、沖縄民政府を退職し、琉球銀行から資金を調達して1941年に沖縄機械製塩株式会社を設立した。これは沖縄本島の塩需要の70%を生産するまでの事業に成長したものの、米軍から燃料として払い下げを受けていた古タイヤがまだ使用に耐えるものでないかが問題となり、仁四郎は設立から3年で社長を退いた。
製塩業によって資金を得た仁四郎は製糖業の復興に着手した。当時の沖縄民政府および米軍政府は「米軍の配給物資に頼らないですむように食糧の自給生産態勢づくりを急ぐべし」との考えのもとすぐに食糧となる稲や野菜の増産を推し進めていたが、仁四郎はサトウキビや芋、豆類との輪作でなければ沖縄の農業は成立しないと考えていた。また、早期にサトウキビ栽培を復活させなければ農家がサトウキビづくりのノウハウを忘れてしまうという危機感もあったという。当時の沖縄民政府農工課長であった宮城雍典や仁四郎の兄・仁吉もこの危機感に賛同していた。そこで仁四郎は1947年3月に『沖縄製糖業復興の急務について』と題した意見書を沖縄民政府および米軍政府に提出したが、米軍政府は食料増産を優先する意向であり、加えてアメリカ側の調査では沖縄での大規模な製糖業は成立しないと結論付けられていたためこの意見書は採用されなかった。
しかしながら、仁四郎が当時沖縄に赴任したばかりのサムエル・C・オグレスビー商工課長へ熱心な働きかけを行い、南大東島であれば仮に失敗しても沖縄全体への影響は少ないとして1947年11月に免許申請が許可された。この許可は南大東島が戦前から「砂糖の島」と呼ばれており、島では砂糖以外の産業が成立しそうもないという事情から特例的に行われたものである。しかしながらこのときは島住民の反発が強く、1948年8月に大東糖業合資会社の設立は断念されたが、沖縄の食糧事情が落ち着いてくるにつれて住民らが換金作物としてのサトウキビに目を向け始めたこともあり、次第に製糖工場設立の機運が高まっていった。そこで仁四郎らは1950年3月に大東糖業株式会社の設立認可を政府に提出し、同年6月に認可された。そして同年9月27日に大東糖業株式会社が設立され、仁四郎は代表取締役社長に就任した。当時の資本金は500万B円であり、184人の株主のうち123人が南大東村の住民であった。資金集めには仁四郎の妻・初子が奔走したという。大東糖業は戦火を焼け残った旧大日本製糖の設備と米軍から支給された部品類をもとに工場を再建し、翌1951年3月15日に操業を開始した。初年度の原料処理高は1000トンほどだったが、5年目には55,000トンにまで増加している。
1950年6月には真栄城守行および石橋好徳とともに沖縄本島での製糖会社の設立を陳情し、翌1951年2月6に事実上の設立認可とガリオア資金から100万ドルの貸付を許可することが通達された。仁四郎は同年4月には遊休状態にあった製糖設備を買い取るためハワイに赴き、同年7月18日に琉球製糖が設立された。仁四郎は専務取締役に就任したが、1953年には米軍が借入金返済の遅延について首脳陣の責任を追及し、役員全員が辞任することとなった。

### 糖業以外への進出

#### 琉球煙草
仁四郎はジャワ島時代にたばこ栽培の経験があったことから、石川栄良（のちの琉球煙草取締役）にたばこ事業の立ち上げを打診した。1950年には発起人となって有志とともに沖縄政府および米軍に企業設立を申請し、翌1951年に免許が認可された。同年11月24日には設立総会を開催し、戦後沖縄初のたばこ会社として琉球煙草株式会社が設立された。仁四郎は取締役会長に就任した。社長ではなく会長なのは当時琉球製糖の設立に専念していたためである。しかしながら経営状況は思わしくなく、翌1952年8月31日に社長の具志堅得助が辞任したため、代わって仁四郎が社長に就任した。同社は1970年時点で月平均製造8712万本、市場占有率55パーセントの企業となったが、沖縄の本土復帰に伴い1972年に日本専売公社（のちの日本たばこ産業）に譲渡された。
スポーツに大きな関心を寄せていた仁四郎は1958年3月に琉球煙草に社会人野球チームを結成しており、仁四郎はのちに沖縄野球連盟の会長に就任している。なお、同チームからは1963年にプロ野球選手の安仁屋宗八が出ている。スポーツの振興では他にも1965年に沖縄アマチュアボクシング連盟を立ち上げており、会長に就任している。

#### 琉球セメント
のちに琉球セメント屋部工場が所在することになる屋部村（のちの名護市）では、財政状況を改善するために村長の吉元栄真のもとで産業振興を模索していたところ、群島政府の助言のもとセメント事業の誘致を進めていた。調査の結果、屋部村の安和地区はセメント工場の立地として申し分ないことが判明したが、当時セメント工場の設立準備会社であった琉球興発は経営基盤が不安定であり、事業計画は認可されなかった。代わって本土資本へ沖縄進出を打診し、一度は小野田セメントから色よい返事をもらったものの、これも小野田セメント側の「立地条件、製造原価に疑点が生じた」という理由で破談となった。ここで候補に浮上したのが大東糖業である。仁四郎は1947年に『沖縄工業の将来』と題した米軍政府への意見書で、沖縄にはセメントの原料となる良質な石灰石と粘土が豊富に産出することを指摘し、将来的に沖縄経済を担う産業としてセメントの生産をとりあげるなど、戦後はやくからセメント事業に着目していた。吉元は仁四郎に熱心に働きかけたが、当時の仁四郎が経営する事業はいずれも不安定な状況であり、加えて沖縄県北部での製糖工場建設にも注力していたことから、これに応じなかった。しかし、もともとセメント事業に大きな関心を寄せていたこともあり、1955年1月には沖縄北部での製糖工場計画を中止してセメント事業へ参画することを決めた。同年5月には琉球セメント株式会社設立発起人代表に就任し、1959年に琉球セメント株式会社が設立、仁四郎は代表取締役社長に就任した。同社はアメリカのカイザーセメント社の資本協力を得てプラントを建設し、1965年2月に初出荷を果たした。1972年に同社の市場占有率は61パーセントに達している。

#### パイナップル産業
仁四郎は製糖事業が安定してきた1955年からパイナップル製造業に関わるようになっていた。当時、沖縄県立農林学校時代の知己である平辰雄が琉球殖産株式会社を起業し、農業に挑戦していたが、灌漑設備がないことから経営は順調ではなかった。そこで仁四郎が同社の経営に参画し、パイナップル栽培へと舵を切ったのである。缶詰製造設備の導入に際して2万ドル以上の費用がかかるため、仁四郎は沖縄民政府にかけあい融資を得た。また、パイナップル買取価格が下がらないよう三井物産および国分商店と折衝を行い、沖縄産パイナップルの一括買上げ制度の成立に寄与した。また、1960年には琉球輸出パイナップル缶詰組合を設立して理事長に就任した。同じく1960年には琉球缶詰株式会社を吸収し、八重山列島のパイナップル缶詰生産量の60%を占める企業に成長した。
琉球輸出パイナップル缶詰組合の成立や、1959年に琉球政府がパイン産業振興法を定めたこと、日本政府が沖縄のパイナップル缶詰を「南西諸島物資」として無関税で輸入するようになったこと、台湾のパイナップル缶詰輸入には割当制をとったことなどによって、沖縄のパイナップル産業は「パインブーム」と呼ばれる急成長を遂げた。パイナップル産業は第二次世界大戦後10年の間に急速に成長し、製糖に次ぐ沖縄の基幹産業となった。仁四郎は琉球輸出パイナップル缶詰組合の成立がパイナップル産業急成長のきっかけであったと回顧している。

### 晩年
1965年に那覇商工会議所の会頭におよび中琉協会の会長に就任した。1966年には企業団体である琉展会を創設して傘下の事業を組織化し、会長に就任している。
1972年4月に勲三等瑞宝章を受章した。1975年に日韓親善協会の会長に就任、1982年に沖縄経営者協会の会長に就任した。
1997年12月20日心筋梗塞のために死去した。95歳没。

## 評価
仁四郎はオリオンビールの具志堅宗精、国場組の国場幸太郎、大城組の大城鎌吉らとともに「沖縄財界四天王」に数えられ、経営評論家の福田兼治は「島内産業育成の一方の旗頭」と評している。内閣府沖縄総合事務局は「沖縄の産業復興の父」と評している。
元琉球政府経済局長の久場川敬は「糖業の生きた歴史は宮城仁四郎氏の人そのものである」と評している。元琉球農林省農政課長の澤岻安永は仁四郎を「沖縄糖業界の大御所」と評している。また、氏の果たした役割を「後進性を余儀なくされていた終戦直後の沖縄農業に、糖業復興の持論をもって、米国施政権者に向けても警鐘を打ち続け、その解放と発展を促す起爆剤的役割」だと述べ、大東糖業の設立はその橋頭堡であり、歴史的快挙であったと評価している。大東糖業刊『大東糖業30年の歩み』は戦後沖縄で仁四郎が果たした役割について「糖業を沖縄の基幹産業に押し上げる原動力の役割りを果たした」と評している。また、当時の沖縄の糖業復興には逆風が多かったにもかかわらず復興を成し遂げた点について「宮城仁四郎氏は典型的な現状打開型で実業家というよりは政策マンという感じさえする」と述べている。また、同氏を「戦後沖縄の混迷期脱出を象徴する代表的な経済人」と評している。